# Diferença de temperatura média logarítmica
A  diferença de temperatura média logarítmica  (também conhecida pelo seu acrônimo DTML, em muitos textos LMTD, do inglês log mean temperature difference) é usado para determinar a força que conduz as temperaturas para transferência de calor em sistemas de fluxos, mais notavelmente em trocadores de calor. A DTML é uma média logarítimica da diferença de temperatura entre as correntes quente e frias em cada extremidade do trocador. Sendo maior a DTML, mais calor é transferido. O uso da DTML surge a partir da análise de um trocador de calor com taxa de fluxo e propriedades térmicas do fluido constante.

## Definição
Considera-se que um trocador de calor genérico tem dois lados (os quais podem ser chamados de "A" e "B") nos quais as correntes quente e frias entram ou saem; então, a LMTD é definida pela média logarítmica como segue:
{\displaystyle DTML={\frac {\Delta T_{A}-\Delta T_{B}}{\ln \left({\frac {\Delta T_{A}}{\Delta T_{B}}}\right)}}}
onde ΔTA é diferença de temperatura no lado A, e ΔTB no lado B.
Esta equação é válida tanto para fluxo paralela, onde as correntes entram do mesmo lado, e para fluxo em contracorrente, onde eles eles entram em extremidades diferentes.